# Sonnenfinsternis vom 13. September 2015
Bei der Sonnenfinsternis vom 13. September 2015 handelte es sich um eine rein partielle Finsternis, die Erde wurde also nur vom Halbschatten des Mondes getroffen.
Das Sichtbarkeitsgebiet umfasste das südliche Afrika, den südlichen Indischen Ozean und die Ostantarktis. Die besten Sichtbedingungen aller bewohnten Gebieten waren im Osten der Republik Südafrika zu erwarten. Während die Finsternis im Westen des Landes während des Sonnenaufgangs begann, stand die Sonne im Osten bereits ein wenig höher über dem Horizont, als sich die Neumondscheibe vor die Sonne schob.
Die Finsternis war die 54. des 73 Finsternisse umfassenden Saros-Zyklus mit Nummer 125. Die folgenden Finsternisse des etwa 18-jährigen Zyklus werden ebenfalls rein partiell sein, sich noch weiter südlich abspielen und ein kleineres Sichtbarkeitsgebiet besitzen. Am 9. April 2358 wird die letzte Finsternis des Zyklus stattfinden, dabei wird der Halbschattenkegel die Erde nur noch in der Nähe der Antarktis streifen.